# Braunsia brasiliensis
Braunsia brasiliensis är en stekelart som först beskrevs av Günther Enderlein 1920.  Braunsia brasiliensis ingår i släktet Braunsia och familjen bracksteklar. Inga underarter finns listade.